# Käsmu poolsaar
Käsmu poolsaar (Käsmuhalvön) är en halvö på Estlands nordkust mot Finska viken. Den ligger i kommunen Vihula vald i Lääne-Virumaa, 70 km öster om huvudstaden Tallinn. Den ligger mellan vikarna Eru laht i väster och Käsmu laht i öster. Utmed halvöns östra strand ligger byn Käsmu. I nordväst ligger udden Palganeem och i nordost skjuter ett undervattensrev ut som avslutas med ön Saartneem. I sydväst ligger sjön Käsmu järv. 